# Bourbach-le-Haut
Bourbach-le-Haut település Franciaországban, Haut-Rhin megyében. Lakosainak száma 413 fő (2022. január 1.). Bourbach-le-Haut Bitschwiller-lès-Thann, Moosch, Bourbach-le-Bas, Rammersmatt és Masevaux-Niederbruck községekkel határos.

## Népesség
A település népességének változása:
| Lakosok száma | 412  | 417  | 430  | 420  | 418  | 417  | 415  | 414  | 413  |
|               | 2013 | 2015 | 2016 | 2017 | 2018 | 2019 | 2020 | 2021 | 2022 |